# Camas
Camas es un municipio español de la provincia de Sevilla, Andalucía, España. Se encuentra separado de la capital de la provincia por el río Guadalquivir, aunque la frontera administrativa de Sevilla abarca zonas de su orilla. Tiene una extensión de 11,66 km². Su población es de 28 705 habitantes (INE 2024).

## Geografía
Integrado en la Comarca Metropolitana de Sevilla, se sitúa a 5 kilómetros del centro de Sevilla. El término municipal está atravesado por la Autovía Ruta de la Plata (A-66), por la autovía de circunvalación SE-30, por la autovía A-49 (Sevilla-Huelva) y por las carreteras autonómicas A-8076 (Camas-Sanlúcar la Mayor), A-8077, que se dirige hacia Valencina de la Concepción, A-8078 (Camas-Santiponce) y A-8082, que conecta con Tomares.
El relieve del municipio es muy llano hacia el este, donde limita con la ribera del río Guadalquivir, siendo progresivamente ascendente hacia el oeste, con algunas lomas propias del Aljarafe. La altitud oscila entre los 125 metros al suroeste y los 9 metros a orillas del río. El casco urbano se alza a 12 metros sobre el nivel del mar. 
| Noroeste: Castilleja de Guzmán    | Norte: Valencina de la Concepción | Nordeste: Santiponce |
| Oeste: Valencina de la Concepción |                                   | Este: Sevilla        |
| Suroeste: Castilleja de la Cuesta | Sur: Tomares                      | Sureste: Sevilla     |

## Historia

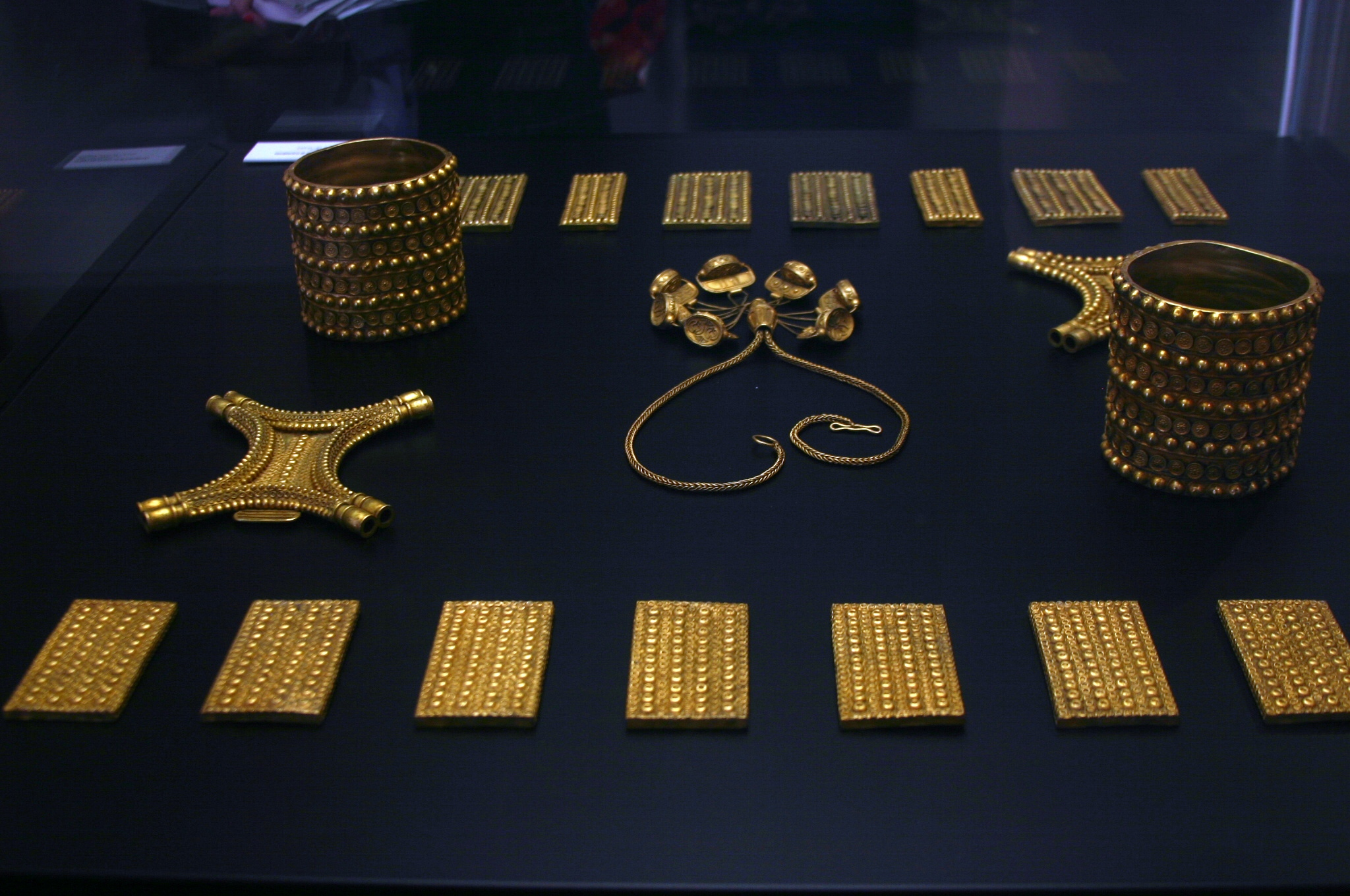
El Tesoro del Carambolo. Existen dos copias en la ciudad de Sevilla: una en el interior del Ayuntamiento y otra en el Museo Arqueológico. El original está guardado en la caja fuerte de un banco en Madrid.

Los primeros restos datan del Paleolítico Inferior. Posteriormente, hay indicios de que se asentó ahí la civilización de Tartessos, entre los que destaca el hallazgo de un tesoro de oro del siglo VII u siglo VIII a. C.C. en las ruinas de un antiguo templo. Este tesoro fue encontrado en 1958 en el cerro del Carambolo, por lo que tomó dicho nombre. Consiste en dos pecheras y varias láminas rectangulares decorados con semiesferas y un collar con varios colgantes. En 1969 el municipio creó un nuevo escudo con ese collar sobre fondo verde y la frase en latín Locus auri caelati in finibus Tartessorum, que significa "Lugar del oro labrado en los confines de Tartessos". Este tesoro fue atribuido a Tartessos, aunque en la actualidad muchos arqueólogos opinan que es un tesoro fenicio.
Durante la etapa romana se establecieron en el pueblo varias villas para la agricultura o de recreo. El nombre actual del pueblo data de la dominación musulmana, cuando en esta alquería habitaba un terrateniente llamado Ebu-Alkama. No obstante, el nombre Camas no aparece por escrito hasta la Reconquista en el siglo XIII. Permaneció como un realengo formando parte de la Mitación de San Juan hasta que en 1631 pasó a manos del canónigo sevillano Diego Arias Mendoza, que lo vendió en 1635 al conde-duque de Olivares (familia Guzmán), título que conservó el señorío hasta que esta figura jurídica se abolió en el siglo XIX.
Un edificio que relacionado con la historia agraria del municipio es el cortijo de Gambogaz. En ese mismo lugar hubo ya una alquería destinada a la producción agropecuaria. Existe constancia de ella en el libro de repartimento de 1253. El cortijo pertenece en la actualidad a la familia Queipo de Llano. Cuenta con un torreón bajomedieval de estilo gótico-mudéjar.

### Edad Contemporánea
A finales del siglo XIX el ferrocarril llegó al municipio con la inauguración de la línea Sevilla-Huelva, que entró en servicio en 1880. Se levantó un recinto ferroviario para atender los servicios de pasajeros y mercancías el cual, con los años, se convertiría en un punto donde confluían el ferrocarril de Minas de Cala y el ferrocarril de Aznalcóllar. En la estación de Camas se habilitaron instalaciones para los intercambios de mercancías, especialmente los minerales procedente del norte de la provincia. Todo ello mejoró considerablemente las comunicaciones del municipio.
En julio de 1936 fueron emboscados en la zona de La Pañoleta un grupo de mineros (conocidos a la postre como columna minera) que transportaban dinamita desde Riotinto para combatir contra el bando rebelde en la Guerra Civil. Nueve murieron en la emboscada, sesenta y ocho fueron juzgados y sesenta y siete (todos menos un menor) fueron condenados a muerte y posteriormente ejecutados.
La demolición de unos almacenes en la década de 1980 hizo que en esa parcela se edificase en 1991 una biblioteca y un nuevo Ayuntamiento, unidos por una marquesina metálica. La antigua casa consistorial, de 1928, se conservó para usos culturales. En 1990 el municipio perdió su conexión ferroviaria debido a la reforma de las arterias ferroviarias de Sevilla que supuso la construcción de un nuevo trazado fuera del casco urbano. No sería hasta el año 2011 que se inauguró una nueva estación, situada a varios kilómetros de la localidad.

## Demografía
Cuenta con una población de 28 705 habitantes (INE 2024).
| Gráfica de evolución demográfica de Camas entre 1842 y 2021                                                           |
| |
| Población de derecho según los censos de población del INE. Población de hecho según los censos de población del INE. |

## Economía
Hay 304 hectáreas de cultivos, de las cuales 240 son de trigo y 31 de cebada. Al norte de la localidad existen varios polígonos industriales y parques comerciales unidos que abarcan el norte de Camas y el este de Valencina. En el término territorial de Camas se localizan el polígono industrial Los Girasoles, La Cruz, el parque industrial Plata y el polígono industrial Los Hayones. En Valencina están los parques comerciales de Navisur, Naviexpo y La Plata. Estos polígonos están paralelos a la carretera N-630 Camas-Santiponce. En la localidad finaliza la autovía ruta de la plata, que une Sevilla con Gijón, en Asturias, vertebrando de norte a sur toda la zona oeste peninsular, siendo la segunda más larga de España.

### Evolución de la deuda viva municipal
El concepto de deuda viva contempla sólo las deudas con cajas y bancos relativas a créditos financieros, valores de renta fija y préstamos o créditos transferidos a terceros, excluyéndose, por tanto, la deuda comercial.
| Gráfica de evolución de la deuda viva del Ayuntamiento de Camas entre 2008 y 2023                |
|                                                                                                  |
| Deuda viva del Ayuntamiento de Camas, en miles de euros, según datos del Ministerio de Hacienda. |

## Iglesia de Nuestra Señora de Gracia

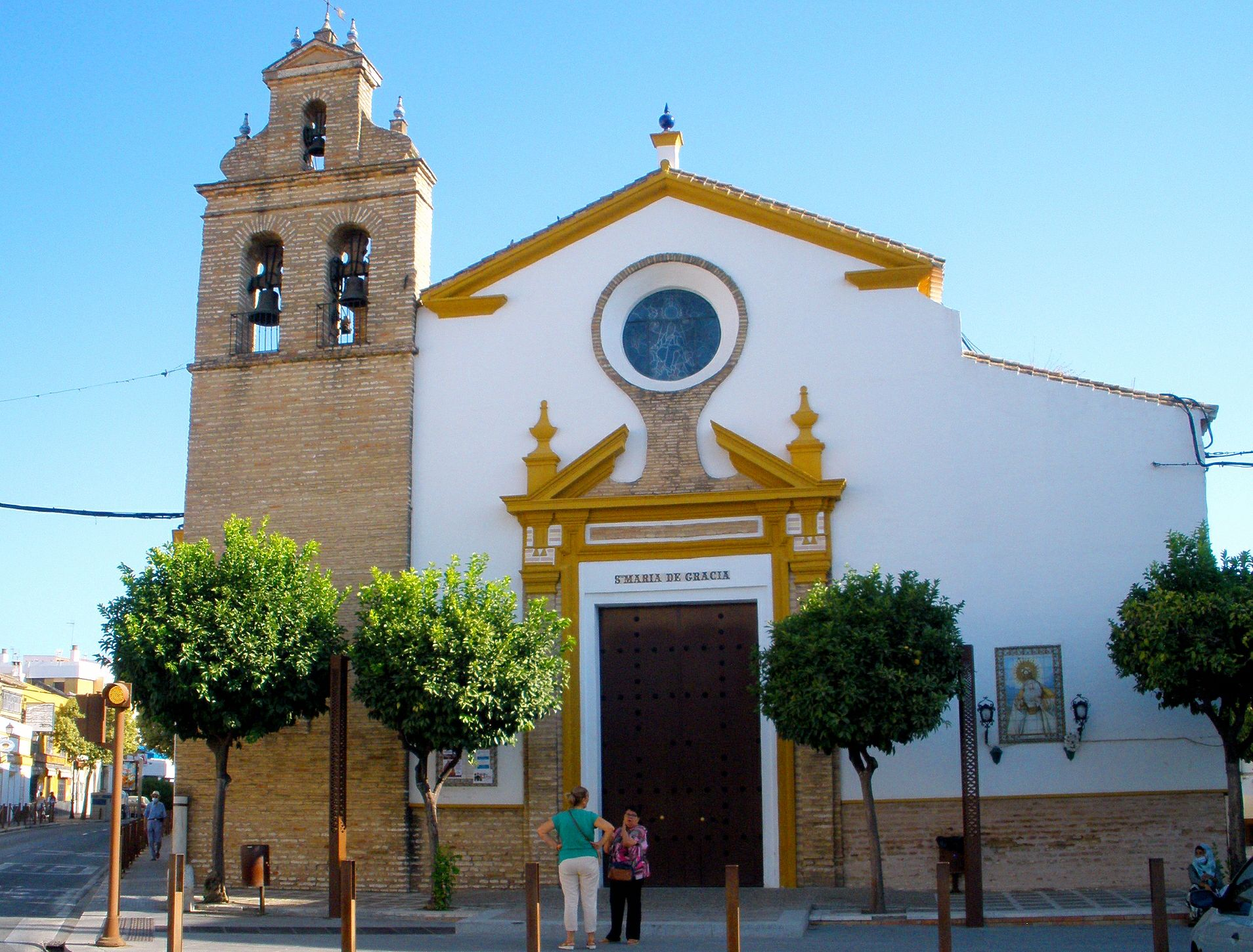
Iglesia parroquial de Nuestra Señora de Gracia

En esta parcela hubo otros templos en los siglos XV y XVI. El edificio actual, de tres naves, lo comenzó Pedro de Silva en 1723 pero no se finalizó hasta el 1800. El retablo mayor tiene en el centro a la Virgen de los Dolores, patrona de la villa. En otro retablo de la nave izquierda está el Cristo de la Vera Cruz. En esa misma nave hay otro retablo con una imagen de santa Brígida. En la nave derecha hay un retablo con una Virgen de la Candelaria. Todas estas figuras son del siglo XVIII. Las dos últimas imágenes mencionadas proceden de la ermita de Santa Brígida, desaparecida con la invasión francesa de principios del siglo XIX. En la nave derecha hay un relieve de la Virgen de la Antigua del siglo XVII. También alberga una Virgen de Guadalupe de 1675.

### Hermandades
Hay tres hermandades: La Hermandad Santa Cruz de Camas (Nuestro Padre Jesús de la Caridad y María Santísima del Rosario en sus Misterios Dolorosos) que procesiona el Viernes de Dolores, la Hermandad de la Humillación (Hermandad de la Inmaculada Concepción de María y Cofradía de Nazarenos de Jesús del Soberano Poder en la Negaciones de San Pedro y María Santísima de la Humillación) que procesiona el Sábado de Pasión y la Hermandad Sacramental (Hermandad Sacramental y Cofradía de Nazarenos de Nuestro Padre Jesús del Gran Poder y Nuestra Señora de los Dolores Coronada) que procesiona el Jueves Santo, la más antigua de las tres.